# Thé en Indonésie
Installé durant la colonisation néerlandaise, le thé en Indonésie a connu une reconnaissance internationale, en particulier sur ses thés noirs, avant de tomber dans l'oubli à la suite de la Seconde Guerre mondiale et de la guerre d'indépendance. À la suite de programmes de relance, l'Indonésie se hisse à la 7e place mondiale des producteurs de thé, mais la faible rentabilité d'une partie de la production fait que celle-ci baisse d'année en année.
Outre le thé noir exporté pour les blends, l'Indonésie produit aussi du thé au jasmin pour la consommation domestique ainsi que des thés blancs et oolongs.

## Histoire

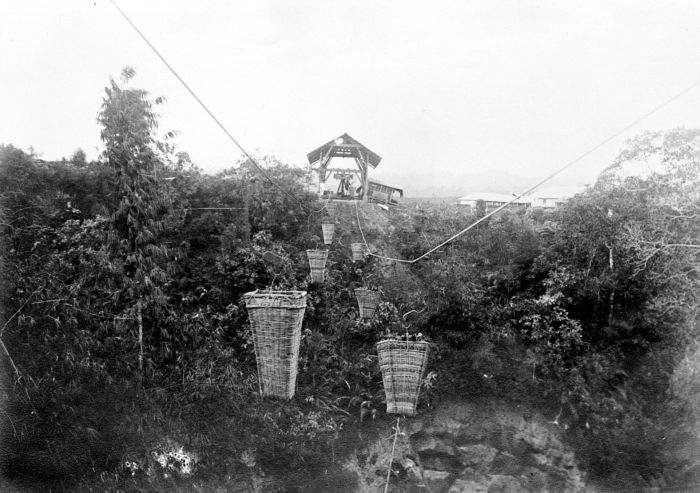
Transport de paniers de feuille de thé au-dessus de la plantation, époque coloniale.

Jusqu'au XVIe siècle, le thé est inconnu en Indonésie ; puis, à la suite de la colonisation par les Pays-Bas, le thé venu du Japon et de Chine transite par le comptoir de Jakarta de la compagnie néerlandaise des Indes, sans qu'il ne soit tenté de cultiver la plante localement.
La plante est introduite pour la première fois, à partir de graines venues du Japon, par le botaniste et négociant Andreas Cleyer (de) en 1684 à Jakarta, sans intention d'en faire commerce, pour un usage ornemental. Au début du XVIIIe siècle, ce sont des graines venues de Chine qui sont plantées dans les jardins afin de soutenir une consommation locale.
Les premières implantations à visées commerciales datent du XIXe siècle : en 1824, au jardin botanique de Bogor, suivi par des expérimentations à grande échelle dans l'ouest de Java en 1827 et l'établissement de la première véritable plantation commerciale en 1828 par Jacobus Isidorus Loudewijk Levian Jacobson ; sa production est vendue pour la première fois à Amsterdam en 1835. En 1877, des graines en provenance du Sri Lanka sont introduites dans la plantation de Gambung dans le Java Occidental, entamant un processus progressif de remplacement des camellia sinensis var. sinensis par des camellia sinensis var. assamica,. La production augmente, et l'Indonésie se retrouve en 1942 4e producteur mondial de thé.
La seconde Guerre mondiale, puis la révolution nationale indonésienne faisant suite à la déclaration d'indépendance, avec la destruction de près de la moitié des plantations et le départ des colons néerlandais, qui avaient maintenu les ouvriers du thé indonésiens dans des positions subalternes et donc n'avaient réalisé aucun transfert de compétence, provoque l'effondrement de l'industrie du thé indonésien.
Un programme de relance de la production est initié par le ministère de l'agriculture dans les années 1980, qui porte progressivement l'Indonésie au 7ème rang mondial des producteurs de thé. Mais l'exportation du thé ne compte qu'à 0.5% dans la rentrée de devises étrangères dans le pays, loin derrière le caoutchouc ou l'huile de palme. Toutefois, la production tend à baisser dans les années 2010, en raison de difficultés structurelles (technologie ancienne, mauvaises méthodes agricoles, cultivars de théiers à faible rendement) ainsi que de la concurrence interne d'autres cultures et internationale d'autres pays producteurs de thé, tels que le Viêt Nam. Un programme est lancé à la fin des années 2010, à destination des 57 000 hectares de thé cultivés par de petits producteurs, afin d'améliorer leurs revenus.

## Production

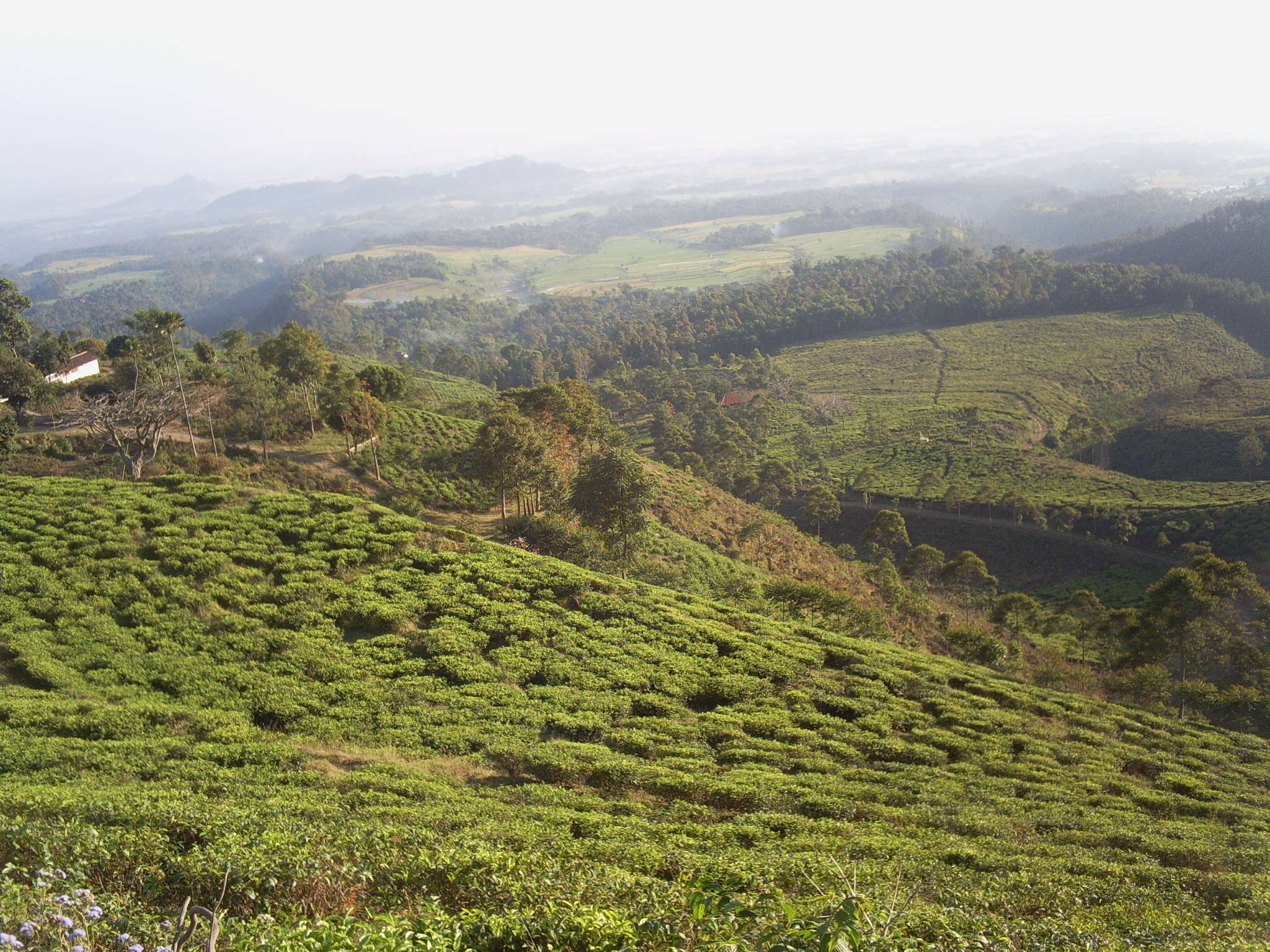
Plantation de thé à Kaliwungu, Java central, juillet 2008

Les plantations de théiers d'Indonésie sont en général situées à des altitudes élevées, au-dessus de 700 mètres et parfois au-delà de 2 000 mètres. Les températures moyennes vont de 13 à 25°C et l'humidité est autour de 70 %. Les sols sont en majorité de type andisol, et se trouvent aussi des latosols et podzols.
La moitié en surface des plantations de thé font entre 0.8 et 2 hectares et est exploitée par de petits producteurs ; le reste se répartit entre des terres possédées par l'État indonésien (32%) et de grandes entreprises privées (22%). En tout, les théiers couvrent 120 222 hectares du pays, pour une production de 130 000 tonnes. La très grande majorité du thé géré par l'État est du thé noir, tandis que les petits producteurs font essentiellement du thé vert, dans les deux cas principalement orthodoxe.
Des écarts se constatent dans la productivité des plantations selon le type de propriétaires : en 2009 les petits exploitants ont des rendements moyens de 898 kg par hectare, contre 2 170 pour les plantations d’État et 1 212 pour les plantations des entreprises privées. Ces différences s'expliquent par l'exploitation par les petits producteurs de plantes à rendements plus faibles et souvent anciennes. La productivité a cependant connu une augmentation marquée depuis les années 1970, et ce pour chacune des catégories de plantations, avec une croissance plus marquée pour les petits propriétaires et les grandes entreprises depuis les années 1990, en particulier par l'utilisation de cultivars à forts rendements.
Les petits producteurs, dépendant des usines de transformation de thé, se retrouvent en situation d'infériorité qui tire leurs prix vers le bas ; pour lutter contre ça, une coopérative a vu le jour en 2014 à Garut, et 20 autres sont prévues dans les années suivantes.
Le Java occidental concentre 77% des plantations de thé en surface et compte pour 70% de la production du pays ; il y sont produits une grande variété de thé : noirs, verts, oolongs et blancs, pour le marché international et la consommation domestique. Le Java central concentre la production de thé au jasmin du pays, en raison de la proximité des champs de jasmin ; une partie d'ailleurs du thé au jasmin de la région est produit à partir de thé vert venu du Java occidental.
L'île du Sumatra, en particulier le nord, produit essentiellement du thé noir destiné aux blends. Une grande campagne dans les années 1990 a renouvelé les théiers, passant d'une variété ancienne à un nouveau cultivar beaucoup plus productif.
Les Célèbes (Sulawesi) comprennent également des plantations, détenues par des grandes sociétés privées.

## Commerce
65% du thé produit en Indonésie est exporté vers la Russie, le Royaume-Uni, la Malaisie, le Pakistan, l'Allemagne, les États-Unis, la Pologne et les Pays-Bas.
Les thés produits à haute altitude finissent commercialisés sous forme de thé en vrac, tandis que celui de plaine, de moins bonne qualité, servent de base pour des blends, des sachets de thé, ou des bouteilles de thé glacé.

## Consommation
Le thé le plus populaire en Indonésie est le thé au jasmin, produit notamment au Java central ; celui-ci se boit chaud et sucré dans des grands verres préparés à partir de thé en vrac, ou directement en bouteille, sous la marque Teh botol (en).
Il n’existe pas de façon unifiée de boire le thé en Indonésie, chaque île de l’archipel ayant ses propres coutumes. En règle générale, on boit du thé noir ; on ajoute beaucoup de sucre au fond de la théière avant d’y mettre de l’eau et des feuilles de thé, et on ne mélange pas le contenu de la théière. Il est également commun d’ajouter des feuilles de jasmin dans la théière. Dans certaines régions, on peut ajouter du lait, du citron, du gingembre, de la citronnelle, ou encore un œuf cru.

## Demande
En 2014, la population indonésienne consomme en moyenne 0,34 kg par personne et par an, soit moins que la moyenne mondiale.